# Вестборо (Мисури)
Вестборо (енгл. Westboro) град је у америчкој савезној држави Мисури.

## Демографија
По попису из 2010. године број становника је 141, што је 22 (-13,5%) становника мање него 2000. године.
| Група             | 2000.       | 2010.       |
| Белци             | 154 (94,5%) | 138 (97,9%) |
| Афроамериканци    | 0 (0,0%)    | 0 (0,0%)    |
| Азијати           | 0 (0,0%)    | 0 (0,0%)    |
| Хиспаноамериканци | 7 (4,3%)    | 3 (2,1%)    |
| Укупно            | 163         | 141         |